# G2A
G2A.COM Limited (как правило, именуется просто G2A) — международная цифровая торговая площадка, специализирующаяся на игровой продукции. Главный офис организации находится в Гонконге, но отделения открыты и в других странах, включая Польшу, Нидерланды и Китайскую Народную Республику. По заявлениям организации, сейчас у сайта более 12 миллионов клиентов, 260.000 продавцов, 50.000 наименований цифровой продукции и 700 сотрудников по всему миру. Основной тип продукции, предлагаемой на G2A.COM — коды от игр на платформах вроде Steam, Origin и Xbox. Помимо этого, на торговой площадке представлено программное обеспечение и карты предоплаты.
Сама организация не покупает и не продает никакие цифровые продукты, G2A.COM лишь предоставляет технические возможности платформы другим лицам для этих целей, выступая посредником между покупателем и продавцом. Для частых клиентов доступна программа подписки G2A Shield. Помимо торговой площадки G2A предоставляет ряд других продуктов и услуг, включая партнерскую программу для разработчиков видеоигр G2A Direct и платежный шлюз G2A Pay. Организация также связана с миром киберспорта и спонсирует такие профессиональные команды, как Cloud9, Natus Vincere и Virtus.pro.

## История
Организация была основана в 2010 году Бартошем Скварчеком и Давидом Рожеком в польском городе Жешуве, в качестве онлайн-магазина видеоигр (изначально под названием Go2Arena). Целевой аудиторией G2A.COM были молодые любители игр с невысокими доходами, поэтому основатели поставили перед собой задачу продавать видеоигры по наименьшим возможным ценам. По словам Шкварчека он обращался ко многим крупным разработчикам игр на таких мероприятиях, как Gamescom, E3 и G-Star, предлагая заключить соглашение о партнерстве и стать официальным дистрибьютором их игр. Но из-за отсутствия интереса со стороны разработчиков и переменчивых рыночных тенденций, бизнес-модель организации была переклассифицирована из магазина в торговую площадку.

## Продукция и услуги
В 2016 организация обратила свое внимание на другие проекты, не связанные с торговой площадкой, начав работу в таких областях, как виртуальная реальность и 3D-печать. В число продуктов G2A входит платежный шлюз G2A Pay, система подписки для клиентов G2A Shield, партнерская программа для разработчиков G2A Direct, а также G2A Gear, онлайн-магазин одежды и аксессуаров с символикой из игр и поп-культуры.

### Виртуальная реальность
В 2015 году был запущен флагманский проект организации в области виртуальной реальности G2A Land, парк виртуальных развлечений. Он впервые был представлен всеобщему вниманию на выставке Gamescom 2015 при поддержке MSI. В мае 2016 был запущен Виртуальный Готэм, использовавшийся также для рекламы фильма «Бэтмен против Супермена: На заре справедливости». В декабре 2016 в G2A сообщили о начале разработки шутера для виртуальной реальности на тему Второй мировой под названием Blunt Force, который будет выпускаться эпизодами, начиная с 2017.

### G2A 3D+
G2A 3D — онлайн-площадка для покупки, продажи и обмена 3D-проектами и моделями. 3D-дизайнеры могут открыть свой магазин на площадке и с его помощью продавать готовые к печати проекты или предоставлять к ним открытый доступ. В рамках 3D-площадки G2A также предлагает обладателям авторских прав комплекс услуг 3D Plus по 3D-моделированию, печати и распространению продукции.

### G2A Pay
В январе 2015 всеобщему вниманию был представлен сетевой платежный шлюз G2A Pay, в котором по заявлению организации объединено более 150 различных методов оплаты, включая PayPal, Skrill, WebMoney, а также финансовые компании вроде Maestro, Visa, MasterCard и American Express.

### G2A Direct
G2A Direct — партнерская программа для разработчиков и издателей видеоигр, запущена 29 июля 2016. G2A Direct предоставляет разработчикам ряд возможностей, главным образом связанных с цифровой площадкой G2A. С помощью Direct разработчики могут получать комиссионное вознаграждение за реализацию своей продукции и высокие места в рейтинге аукционов на G2A.COM.

### G2A Shield
Согласно G2A платный сервис G2A Shield предоставляет клиентам дополнительные возможности при пользовании торговой площадкой, включая бескомиссионные переводы G2A Coin, до 10 % компенсации стоимости покупки, приоритет при выполнении предзаказов, гарантия соответствия цены, решение проблем по первому обращению и доступ к круглосуточному чату службы поддержки.

### G2A Gear
Запущенный в декабре 2016, G2A Gear — онлайн-магазин брендовой одежды G2A, а также одежды и аксессуаров с символикой и слоганами из популярных игр, кинофильмов, сериалов и комиксов. По заявлениям организации в скором времени в ассортименте появятся предметы, дизайн которых создавался при участии различных игровых стримеров и владельцев YouTube-каналов.

## Маркетинговая деятельность
В ходе 2014 и 2015 года организация стала партнером таких киберспортивных команд, как Cloud9, Natus Vincere и Virtus Pro, а общая сумма инвестиций в киберспорт на данный момент составляет 10 миллионов долларов США.
В августе 2016 G2A стала партнером португальского футбольного клуба «Спортинг», который как раз подписал контракт с профессиональным игроком в FIFA португальцем Франциско Крузом.
По заявлениям G2A организация сотрудничает с многими владельцами YouTube-каналов и стримерами, в числе которых PewDiePie, Towelliee, Maximus Black и Castro 1021.

## Благотворительная деятельность
1 декабря 2015 многие стримеры с Twitch.tv, ютуберы, веб-сайты и простые игроки приняли участие в акции по сбору средств для благотворительной организации Save The Children, проводившейся под хештегом #GamingTuesday.
Вместе с Бахиром «Athene» Бумааза, основателем Gaming for Good, G2A создала Команду быстрого оказания гуманитарной помощи Humanitarian Emergency All-Out Response Team (HEART). Оба проекта предназначены для помощи детям, поддержки благотворительности и содействия при стихийных бедствиях. Согласно G2A организация работала с Gaming for Good с 2013 и уже объединяла усилия с Бумааза в рамках таких проектов, как Gamers got Hearts.
Как сообщает организация, в период между 2014 и 2015 в рамках Save The Children было собрана сумма свыше 500 000 долларов США, которая затем была увеличена до пяти миллионов.
В январе 2016 G2A приняла участие в благотворительном аукционе в Польше, устроенном Большим оркестром праздничной помощи, на котором приобрела 2,5 м статую Геральта из Ривии, главного героя игры «Ведьмак».

## Награды
В первой половине 2016 G2A удостоилась семи международных наград в различных номинациях, включая «Обслуживание клиентов», «Новый продукт» и «Виртуальную реальность».
| Year                                       | Award                                        |
| ------------------------------------------ | -------------------------------------------- |
| Stevie Awards For Sales & Customer Service |                                              |
| 2016                                       | Customer Service Management Team of the Year |
| 2016                                       | Award for Innovation in Customer Service     |
| 2016                                       | Marketing Solution                           |
| Global Business Excellence Awards          |                                              |
| 2016                                       | Outstanding Fast-Growth Business             |
| 2016                                       | Outstanding Customer Service Team            |
| 2016                                       | Outstanding New Product / Service            |
| UK Financial Services Award SERVICES AWARD |                                              |
| 2016                                       | Innovation in Customer Experience            |

## Конфликты

### Запрет на спонсорскую деятельность от Riot Games
Компания Riot Games, разработчик League of Legends, отстранила G2A от спонсирования команд в ходе чемпионата 2015 League of Legends World Championship. В Riot считали, что продававшиеся на G2A ключи были получены незаконным образом, и дополнительно обвиняли G2A в продаже игровых учетных записей с максимальным уровнем, что нарушало условия пользовательского соглашения Riot.
В G2A попытались найти решение проблемы, которое бы устраивало всех, и заблокировали продавцов учетных записей League of Legends с поднятым рейтингом, продажа которых и была главной причиной запрета Riot Games. Согласно G2A в Riot не пошли навстречу организации для решения проблемы, но вместо этого потребовали также запретить продажу руководств по игре на торговой площадке G2A.
Позднее Габриэль «Tockers» Клауманн из INTZ был оштрафован на 1000 долларов США в ходе матча чемпионата Campeonato Brasileiro de League of Legends (CBLoL) 2016 за футболку с логотипом G2A на плече. Посреди игры его попросили заклеить логотип и затем сообщили о готовящемся штрафе, который был оплачен G2A с заявлением, что «ни одна киберспортивная организация не заслуживает такого сурового наказания за ношение футболки с G2A символикой».

### Обвинения от tinyBuild
В июне 2016 Генеральный директор tinyBuild Алекс Ничипорчик предъявил в адрес G2A обвинения в том, что организация позволяет перекупщикам реализовывать ключи игр, полученные обманным путем, из-за чего его компания понесла убытки в размере 450.000 долларов США. В ответ на претензии tinyBuild, в G2A заявили, что готовы помочь в идентификации таких ключей, чтобы установить, кто из пользователей незаконно отзывал платежи, и заблокировать их на площадке. Организация также подвергла сомнению заявленную сумму в 450.000 долларов, отметив, что данные игры продавались с многократной скидкой на других сайтах или же вовсе раздавались бесплатно, в связи с чем сумма претензий считалась завышенной. В tinyBuild добавили, что в ходе переговоров с G2A в обмен на содействие в поиске мошенников на площадке компанию принуждали к пользованию платежной системой G2A, в рамках которой G2A взимает комиссию с продаж.
В официальном заявлении G2A сообщалось, что «организация всецело поддерживает разработчиков, своевременно предоставляя им информацию, использует продвинутые технические средства (обмен черными списками, идентификацию подозрительных продавцов и аукционов, свод правил „Знай своего клиента“) и осуществляет протекцию сделок в рамках сервиса G2A Shield».
Вслед за этим спором в G2A объявили об усложнении процедуры верификации клиентов торговой площадки, в которую входило подтверждение странички в соцсетях и номера телефона с требованием дополнительной верификации после продажи более 10 товаров с одной учетной записи, и параллельно представили программу партнерства G2A Direct.
2 августа 2019 года маркет был заблокирован на территории Российской Федерации.